# Okręg wyborczy nr 27 do Sejmu Rzeczypospolitej Polskiej
Okręg wyborczy nr 27 do Sejmu Rzeczypospolitej Polskiej obejmuje obszar miasta na prawach powiatu Bielska-Białej oraz powiatów bielskiego, cieszyńskiego, pszczyńskiego i żywieckiego (województwo śląskie). W obecnym kształcie został utworzony w 2001. Wybieranych jest w nim 9 posłów w systemie proporcjonalnym.
Siedzibą okręgowej komisji wyborczej jest Bielsko-Biała.

## Wyniki wyborów
| Podział 9 mandatów: SLD–UP: 4 Samoobrona: 1 PO: 2 PiS: 1 LPR: 1 |

| Podział 9 mandatów: SLD: 1 PO: 3 PiS: 4 LPR: 1 |

| Podział 9 mandatów: LiD: 1 PO: 4 PiS: 4 |

| Podział 9 mandatów: RP: 1 PO: 5 PiS: 3 |

| Podział 9 mandatów: NRP: 1 K’15: 1 PO: 2 PiS: 5 |

| Podział 9 mandatów: SLD: 1 KO2019: 3 PiS: 5 |

| Podział 9 mandatów: KO: 3 TD: 1 Konfederacja: 1 PiS: 4 |

## Reprezentanci okręgu
| Sejm | Rok  | Poseł KW                      | Poseł KW           | Poseł KW         | Poseł KW            | Poseł KW | Poseł KW                                | Poseł KW     | Poseł KW                           | Poseł KW      | Poseł KW             | Poseł KW    | Poseł KW               | Poseł KW        | Poseł KW      | Poseł KW | Poseł KW              | Poseł KW | Poseł KW     |
| ---- | ---- | ----------------------------- | ------------------ | ---------------- | ------------------- | -------- | --------------------------------------- | ------------ | ---------------------------------- | ------------- | -------------------- | ----------- | ---------------------- | --------------- | ------------- | -------- | --------------------- | -------- | ------------ |
| IV   | 2001 |                               | K. Zarzycki SLD–UP |                  | A. Kobielusz SLD–UP |          | J. Sztwiertnia SLD–UP                   |              | J. Szwarc SLD–UP (2001) SLD (2005) |               | T. Tomczykiewicz PO  |             | S. Zadora LPR          |                 | J. Falfus PiS |          | P. Smolana Samoobrona |          | E. Płonka PO |
| V    | 2005 |                               | R. Muchacki PO     |                  | S. Szwed PiS        |          | K. Matuszny PiS                         |              | J. Szwarc SLD–UP (2001) SLD (2005) | S. Pięta PiS  | T. Tomczykiewicz PO  | T. Kopeć PO | S. Zadora LPR          |                 | J. Falfus PiS |          |                       |          |              |
| VI   | 2007 | M. Nykiel PO (2007) KO (2019) |                    | B. Kotkowska LiD | S. Szwed PiS        |          | K. Matuszny PiS                         | A. Wykręt PO |                                    | S. Pięta PiS  | T. Tomczykiewicz PO  | T. Kopeć PO |                        |                 | J. Falfus PiS |          |                       |          |              |
| VII  | 2011 | M. Nykiel PO (2007) KO (2019) |                    | S. Kowalski PO   | S. Szwed PiS        |          | A. Górczyński RP                        | C. Gluza PO  | M. Pępek PO (2011) KO (2019)       | S. Pięta PiS  | A. Trybuś-Cieślar PO |             |                        |                 | J. Falfus PiS |          |                       |          |              |
| VIII | 2015 | M. Nykiel PO (2007) KO (2019) |                    | K. Matuszny PiS  | S. Szwed PiS        |          | M. Suchoń .N (2015) KO (2019) TD (2023) |              | M. Pępek PO (2011) KO (2019)       | S. Pięta PiS  | G. Puda PiS          |             | J. Jachnik K’15        |                 | J. Falfus PiS |          |                       |          |              |
| IX   | 2019 | M. Nykiel PO (2007) KO (2019) |                    | K. Matuszny PiS  | S. Szwed PiS        |          | M. Suchoń .N (2015) KO (2019) TD (2023) |              | M. Pępek PO (2011) KO (2019)       | P. Drabek PiS | G. Puda PiS          | G. Gaża PiS |                        | P. Koperski SLD |               |          |                       |          |              |
| X    | 2023 | M. Nykiel PO (2007) KO (2019) |                    | A. Tajner KO     | S. Szwed PiS        |          | M. Suchoń .N (2015) KO (2019) TD (2023) |              | M. Pępek PO (2011) KO (2019)       | P. Drabek PiS | G. Puda PiS          | G. Gaża PiS | B. Foltyn Konfederacja |                 |               |          |                       |          |              |
| X    | 2024 | M. Tomczykiewicz KO           |                    | A. Tajner KO     | S. Szwed PiS        |          | M. Suchoń .N (2015) KO (2019) TD (2023) |              | M. Pępek PO (2011) KO (2019)       | P. Drabek PiS | G. Puda PiS          | G. Gaża PiS | B. Foltyn Konfederacja |                 |               |          |                       |          |              |

### Wybory parlamentarne 2001
| Komitet wyborczy                                      | Komitet wyborczy                              | Głosów  | %     | Mandaty | Wybrani posłowie                                                  |
| ----------------------------------------------------- | --------------------------------------------- | ------- | ----- | ------- | ----------------------------------------------------------------- |
|                                                       | KKW Sojusz Lewicy Demokratycznej – Unia Pracy | 106 225 | 38,30 | 4       | Kazimierz Zarzycki, Antoni Kobielusz, Jan Sztwiertnia, Jan Szwarc |
|                                                       | KWW Platforma Obywatelska                     | 38 260  | 13,80 | 2       | Tomasz Tomczykiewicz, Edward Płonka                               |
|                                                       | KKW Akcja Wyborcza Solidarność Prawicy        | 28 304  | 10,21 | –       |                                                                   |
|                                                       | Prawo i Sprawiedliwość                        | 27 364  | 9,87  | 1       | Jacek Falfus                                                      |
|                                                       | Liga Polskich Rodzin                          | 27 266  | 9,83  | 1       | Stanisław Zadora                                                  |
|                                                       | Samoobrona Rzeczpospolitej Polskiej           | 21 940  | 7,91  | 1       | Piotr Smolana                                                     |
|                                                       | Polskie Stronnictwo Ludowe                    | 15 666  | 5,65  | –       |                                                                   |
|                                                       | Unia Wolności                                 | 10 524  | 3,79  | –       |                                                                   |
|                                                       | Alternatywa Ruch Społeczny                    | 1131    | 0,41  | –       |                                                                   |
|                                                       | Polska Unia Gospodarcza                       | 655     | 0,24  | –       |                                                                   |
| Frekwencja: 51,06% Źródło: Państwowa Komisja Wyborcza |                                               |         |       |         |                                                                   |

Poniższa tabela przedstawia podział mandatów dla komitetów wyborczych na podstawie uzyskanych głosów, a następnie obliczonych ilorazów wyborczych na podstawie zmodyfikowanej metody Sainte-Laguë.
| Podział mandatów dla komitetów wyborczych na podstawie zmodyfikowanej metody Sainte-Laguë | Podział mandatów dla komitetów wyborczych na podstawie zmodyfikowanej metody Sainte-Laguë | Podział mandatów dla komitetów wyborczych na podstawie zmodyfikowanej metody Sainte-Laguë | Podział mandatów dla komitetów wyborczych na podstawie zmodyfikowanej metody Sainte-Laguë | Podział mandatów dla komitetów wyborczych na podstawie zmodyfikowanej metody Sainte-Laguë | Podział mandatów dla komitetów wyborczych na podstawie zmodyfikowanej metody Sainte-Laguë | Podział mandatów dla komitetów wyborczych na podstawie zmodyfikowanej metody Sainte-Laguë | Podział mandatów dla komitetów wyborczych na podstawie zmodyfikowanej metody Sainte-Laguë | Podział mandatów dla komitetów wyborczych na podstawie zmodyfikowanej metody Sainte-Laguë | Podział mandatów dla komitetów wyborczych na podstawie zmodyfikowanej metody Sainte-Laguë | Podział mandatów dla komitetów wyborczych na podstawie zmodyfikowanej metody Sainte-Laguë | Podział mandatów dla komitetów wyborczych na podstawie zmodyfikowanej metody Sainte-Laguë | Podział mandatów dla komitetów wyborczych na podstawie zmodyfikowanej metody Sainte-Laguë |
| Komitet wyborczy                                                                          | Komitet wyborczy                                                                          | Liczba głosów                                                                             | Iloraz wyborczy                                                                           | Iloraz wyborczy                                                                           | Iloraz wyborczy                                                                           | Iloraz wyborczy                                                                           | Iloraz wyborczy                                                                           | Iloraz wyborczy                                                                           | Iloraz wyborczy                                                                           | Mandaty                                                                                   | TP                                                                                        |                                                                                           |
| Komitet wyborczy                                                                          | Komitet wyborczy                                                                          | Liczba głosów                                                                             | /1,4                                                                                      | /3                                                                                        | /5                                                                                        | /7                                                                                        | /9                                                                                        | ...                                                                                       | /17                                                                                       | Mandaty                                                                                   | TP                                                                                        |                                                                                           |
| ----------------------------------------------------------------------------------------- | ----------------------------------------------------------------------------------------- | ----------------------------------------------------------------------------------------- | ----------------------------------------------------------------------------------------- | ----------------------------------------------------------------------------------------- | ----------------------------------------------------------------------------------------- | ----------------------------------------------------------------------------------------- | ----------------------------------------------------------------------------------------- | ----------------------------------------------------------------------------------------- | ----------------------------------------------------------------------------------------- | ----------------------------------------------------------------------------------------- | ----------------------------------------------------------------------------------------- | ----------------------------------------------------------------------------------------- |
|                                                                                           | KKW Sojusz Lewicy Demokratycznej – Unia Pracy                                             | 106 225                                                                                   | 75 875                                                                                    | 35 408                                                                                    | 21 245                                                                                    | 15 175                                                                                    | 11 803                                                                                    | ...                                                                                       | 6249                                                                                      | 4                                                                                         | 4,04                                                                                      |                                                                                           |
|                                                                                           | KWW Platforma Obywatelska                                                                 | 38 260                                                                                    | 27 329                                                                                    | 12 753                                                                                    | 7652                                                                                      | 5466                                                                                      | 4251                                                                                      | ...                                                                                       | 2251                                                                                      | 2                                                                                         | 1,45                                                                                      |                                                                                           |
|                                                                                           | Prawo i Sprawiedliwość                                                                    | 27 364                                                                                    | 19 546                                                                                    | 9121                                                                                      | 5473                                                                                      | 3909                                                                                      | 3040                                                                                      | ...                                                                                       | 1610                                                                                      | 1                                                                                         | 1,04                                                                                      |                                                                                           |
|                                                                                           | Liga Polskich Rodzin                                                                      | 27 266                                                                                    | 19 476                                                                                    | 9089                                                                                      | 5453                                                                                      | 3895                                                                                      | 3030                                                                                      | ...                                                                                       | 1604                                                                                      | 1                                                                                         | 1,04                                                                                      |                                                                                           |
|                                                                                           | Samoobrona Rzeczpospolitej Polskiej                                                       | 21 940                                                                                    | 15 671                                                                                    | 7313                                                                                      | 4388                                                                                      | 3134                                                                                      | 2438                                                                                      | ...                                                                                       | 1291                                                                                      | 1                                                                                         | 0,83                                                                                      |                                                                                           |
|                                                                                           | Polskie Stronnictwo Ludowe                                                                | 15 666                                                                                    | 11 190                                                                                    | 5222                                                                                      | 3133                                                                                      | 2238                                                                                      | 1741                                                                                      | ...                                                                                       | 922                                                                                       | 0                                                                                         | 0,60                                                                                      |                                                                                           |
| Ogółem                                                                                    | Ogółem                                                                                    | 236 721                                                                                   | —                                                                                         | —                                                                                         | —                                                                                         | —                                                                                         | —                                                                                         | —                                                                                         | —                                                                                         | 9                                                                                         | 9                                                                                         |                                                                                           |

### Wybory parlamentarne 2005
| Komitet wyborczy                                      | Komitet wyborczy                        | Głosów | %     | Mandaty | Wybrani posłowie                                                   |
| ----------------------------------------------------- | --------------------------------------- | ------ | ----- | ------- | ------------------------------------------------------------------ |
|                                                       | Prawo i Sprawiedliwość                  | 89 980 | 35,71 | 4       | Jacek Falfus, Stanisław Szwed, Kazimierz Matuszny, Stanisław Pięta |
|                                                       | Platforma Obywatelska RP                | 66 895 | 26,55 | 3       | Tomasz Tomczykiewicz, Rafał Muchacki, Tadeusz Kopeć                |
|                                                       | Sojusz Lewicy Demokratycznej            | 23 340 | 9,26  | 1       | Jan Szwarc                                                         |
|                                                       | Liga Polskich Rodzin                    | 19 905 | 7,90  | 1       | Stanisław Zadora                                                   |
|                                                       | Samoobrona Rzeczpospolitej Polskiej     | 16 622 | 6,60  | –       |                                                                    |
|                                                       | Socjaldemokracja Polska                 | 10 042 | 3,99  | –       |                                                                    |
|                                                       | Polskie Stronnictwo Ludowe              | 8596   | 3,41  | –       |                                                                    |
|                                                       | Partia Demokratyczna – demokraci.pl     | 7325   | 2,91  | –       |                                                                    |
|                                                       | Platforma Janusza Korwin-Mikke          | 3984   | 1,58  | –       |                                                                    |
|                                                       | Polska Partia Pracy                     | 1860   | 0,74  | –       |                                                                    |
|                                                       | Ruch Patriotyczny                       | 1759   | 0,70  | –       |                                                                    |
|                                                       | KWW – Ogólnopolska Koalicja Obywatelska | 1140   | 0,45  | –       |                                                                    |
|                                                       | Polska Partia Narodowa                  | 543    | 0,22  | –       |                                                                    |
| Frekwencja: 44,40% Źródło: Państwowa Komisja Wyborcza |                                         |        |       |         |                                                                    |

Poniższa tabela przedstawia podział mandatów dla komitetów wyborczych na podstawie uzyskanych głosów, a następnie obliczonych ilorazów wyborczych na podstawie metody D’Hondta.
| Podział mandatów dla komitetów wyborczych na podstawie metody D’Hondta | Podział mandatów dla komitetów wyborczych na podstawie metody D’Hondta | Podział mandatów dla komitetów wyborczych na podstawie metody D’Hondta | Podział mandatów dla komitetów wyborczych na podstawie metody D’Hondta | Podział mandatów dla komitetów wyborczych na podstawie metody D’Hondta | Podział mandatów dla komitetów wyborczych na podstawie metody D’Hondta | Podział mandatów dla komitetów wyborczych na podstawie metody D’Hondta | Podział mandatów dla komitetów wyborczych na podstawie metody D’Hondta | Podział mandatów dla komitetów wyborczych na podstawie metody D’Hondta | Podział mandatów dla komitetów wyborczych na podstawie metody D’Hondta | Podział mandatów dla komitetów wyborczych na podstawie metody D’Hondta | Podział mandatów dla komitetów wyborczych na podstawie metody D’Hondta |
| Komitet wyborczy                                                       | Komitet wyborczy                                                       | Liczba głosów                                                          | Iloraz wyborczy                                                        | Iloraz wyborczy                                                        | Iloraz wyborczy                                                        | Iloraz wyborczy                                                        | Iloraz wyborczy                                                        | Iloraz wyborczy                                                        | Iloraz wyborczy                                                        | Mandaty                                                                | TP                                                                     |
| Komitet wyborczy                                                       | Komitet wyborczy                                                       | Liczba głosów                                                          | /1                                                                     | /2                                                                     | /3                                                                     | /4                                                                     | /5                                                                     | ...                                                                    | /9                                                                     | Mandaty                                                                | TP                                                                     |
| ---------------------------------------------------------------------- | ---------------------------------------------------------------------- | ---------------------------------------------------------------------- | ---------------------------------------------------------------------- | ---------------------------------------------------------------------- | ---------------------------------------------------------------------- | ---------------------------------------------------------------------- | ---------------------------------------------------------------------- | ---------------------------------------------------------------------- | ---------------------------------------------------------------------- | ---------------------------------------------------------------------- | ---------------------------------------------------------------------- |
|                                                                        | Prawo i Sprawiedliwość                                                 | 89 980                                                                 | 89 980                                                                 | 44 990                                                                 | 29 993                                                                 | 22 495                                                                 | 17 996                                                                 | ...                                                                    | 9998                                                                   | 4                                                                      | 3,59                                                                   |
|                                                                        | Platforma Obywatelska RP                                               | 66 895                                                                 | 66 895                                                                 | 33 448                                                                 | 22 298                                                                 | 16 724                                                                 | 13 379                                                                 | ...                                                                    | 7433                                                                   | 3                                                                      | 2,67                                                                   |
|                                                                        | Sojusz Lewicy Demokratycznej                                           | 23 340                                                                 | 23 340                                                                 | 11 670                                                                 | 7780                                                                   | 5835                                                                   | 4668                                                                   | ...                                                                    | 2593                                                                   | 1                                                                      | 0,93                                                                   |
|                                                                        | Liga Polskich Rodzin                                                   | 19 905                                                                 | 19 905                                                                 | 9953                                                                   | 6635                                                                   | 4976                                                                   | 3981                                                                   | ...                                                                    | 2212                                                                   | 1                                                                      | 0,80                                                                   |
|                                                                        | Samoobrona Rzeczpospolitej Polskiej                                    | 16 622                                                                 | 16 622                                                                 | 8311                                                                   | 5541                                                                   | 4156                                                                   | 3324                                                                   | ...                                                                    | 1847                                                                   | 0                                                                      | 0,66                                                                   |
|                                                                        | Polskie Stronnictwo Ludowe                                             | 8596                                                                   | 8596                                                                   | 4298                                                                   | 2865                                                                   | 2149                                                                   | 1719                                                                   | ...                                                                    | 955                                                                    | 0                                                                      | 0,34                                                                   |
| Ogółem                                                                 | Ogółem                                                                 | 225 338                                                                | —                                                                      | —                                                                      | —                                                                      | —                                                                      | —                                                                      | —                                                                      | —                                                                      | 9                                                                      | 9                                                                      |

### Wybory parlamentarne 2007
| Komitet wyborczy                                      | Komitet wyborczy                      | Głosów  | %     | Mandaty | Wybrani posłowie                                                   |
| ----------------------------------------------------- | ------------------------------------- | ------- | ----- | ------- | ------------------------------------------------------------------ |
|                                                       | Platforma Obywatelska RP              | 143 989 | 41,76 | 4       | Tomasz Tomczykiewicz, Mirosława Nykiel, Tadeusz Kopeć, Adam Wykręt |
|                                                       | Prawo i Sprawiedliwość                | 122 081 | 35,41 | 4       | Stanisław Szwed, Jacek Falfus, Kazimierz Matuszny, Stanisław Pięta |
|                                                       | KKW Lewica i Demokraci SLD+SDPL+PD+UP | 44 148  | 12,81 | 1       | Bożena Kotkowska                                                   |
|                                                       | Polskie Stronnictwo Ludowe            | 22 820  | 6,62  | –       |                                                                    |
|                                                       | Polska Partia Pracy                   | 4637    | 1,34  | –       |                                                                    |
|                                                       | Liga Polskich Rodzin                  | 3942    | 1,14  | –       |                                                                    |
|                                                       | Samoobrona Rzeczpospolitej Polskiej   | 3146    | 0,91  | –       |                                                                    |
| Frekwencja: 58,84% Źródło: Państwowa Komisja Wyborcza |                                       |         |       |         |                                                                    |

Poniższa tabela przedstawia podział mandatów dla komitetów wyborczych na podstawie uzyskanych głosów, a następnie obliczonych ilorazów wyborczych na podstawie metody D’Hondta.
| Podział mandatów dla komitetów wyborczych na podstawie metody D’Hondta | Podział mandatów dla komitetów wyborczych na podstawie metody D’Hondta | Podział mandatów dla komitetów wyborczych na podstawie metody D’Hondta | Podział mandatów dla komitetów wyborczych na podstawie metody D’Hondta | Podział mandatów dla komitetów wyborczych na podstawie metody D’Hondta | Podział mandatów dla komitetów wyborczych na podstawie metody D’Hondta | Podział mandatów dla komitetów wyborczych na podstawie metody D’Hondta | Podział mandatów dla komitetów wyborczych na podstawie metody D’Hondta | Podział mandatów dla komitetów wyborczych na podstawie metody D’Hondta | Podział mandatów dla komitetów wyborczych na podstawie metody D’Hondta | Podział mandatów dla komitetów wyborczych na podstawie metody D’Hondta | Podział mandatów dla komitetów wyborczych na podstawie metody D’Hondta |
| Komitet wyborczy                                                       | Komitet wyborczy                                                       | Liczba głosów                                                          | Iloraz wyborczy                                                        | Iloraz wyborczy                                                        | Iloraz wyborczy                                                        | Iloraz wyborczy                                                        | Iloraz wyborczy                                                        | Iloraz wyborczy                                                        | Iloraz wyborczy                                                        | Mandaty                                                                | TP                                                                     |
| Komitet wyborczy                                                       | Komitet wyborczy                                                       | Liczba głosów                                                          | /1                                                                     | /2                                                                     | /3                                                                     | /4                                                                     | /5                                                                     | ...                                                                    | /9                                                                     | Mandaty                                                                | TP                                                                     |
| ---------------------------------------------------------------------- | ---------------------------------------------------------------------- | ---------------------------------------------------------------------- | ---------------------------------------------------------------------- | ---------------------------------------------------------------------- | ---------------------------------------------------------------------- | ---------------------------------------------------------------------- | ---------------------------------------------------------------------- | ---------------------------------------------------------------------- | ---------------------------------------------------------------------- | ---------------------------------------------------------------------- | ---------------------------------------------------------------------- |
|                                                                        | Platforma Obywatelska RP                                               | 143 989                                                                | 143 989                                                                | 71 995                                                                 | 47 996                                                                 | 35 997                                                                 | 28 798                                                                 | ...                                                                    | 15 999                                                                 | 4                                                                      | 3,89                                                                   |
|                                                                        | Prawo i Sprawiedliwość                                                 | 122 081                                                                | 122 081                                                                | 61 041                                                                 | 40 694                                                                 | 30 520                                                                 | 24 416                                                                 | ...                                                                    | 13 565                                                                 | 4                                                                      | 3,30                                                                   |
|                                                                        | KKW Lewica i Demokraci SLD+SDPL+PD+UP                                  | 44 148                                                                 | 44 148                                                                 | 22 074                                                                 | 14 716                                                                 | 11 037                                                                 | 8830                                                                   | ...                                                                    | 4905                                                                   | 1                                                                      | 1,19                                                                   |
|                                                                        | Polskie Stronnictwo Ludowe                                             | 22 820                                                                 | 22 820                                                                 | 11 410                                                                 | 7607                                                                   | 5705                                                                   | 4564                                                                   | ...                                                                    | 2536                                                                   | 0                                                                      | 0,62                                                                   |
| Ogółem                                                                 | Ogółem                                                                 | 333 038                                                                | —                                                                      | —                                                                      | —                                                                      | —                                                                      | —                                                                      | —                                                                      | —                                                                      | 9                                                                      | 9                                                                      |

### Wybory parlamentarne 2011
| Komitet wyborczy                                      | Komitet wyborczy                  | Głosów  | %     | Mandaty | Wybrani posłowie                                                                        |
| ----------------------------------------------------- | --------------------------------- | ------- | ----- | ------- | --------------------------------------------------------------------------------------- |
|                                                       | Platforma Obywatelska RP          | 131 471 | 42,21 | 5       | Mirosława Nykiel, Sławomir Kowalski, Czesław Gluza, Małgorzata Pępek, Aleksandra Trybuś |
|                                                       | Prawo i Sprawiedliwość            | 98 152  | 31,51 | 3       | Stanisław Szwed, Stanisław Pięta, Jacek Falfus                                          |
|                                                       | Ruch Palikota                     | 29 338  | 9,42  | 1       | Artur Górczyński                                                                        |
|                                                       | Polskie Stronnictwo Ludowe        | 21 143  | 6,79  | –       |                                                                                         |
|                                                       | Sojusz Lewicy Demokratycznej      | 19 881  | 6,38  | –       |                                                                                         |
|                                                       | Polska Jest Najważniejsza         | 6822    | 2,19  | –       |                                                                                         |
|                                                       | Prawica                           | 2735    | 0,88  | –       |                                                                                         |
|                                                       | Polska Partia Pracy – Sierpień 80 | 1913    | 0,61  | –       |                                                                                         |
| Frekwencja: 53,32% Źródło: Państwowa Komisja Wyborcza |                                   |         |       |         |                                                                                         |

Poniższa tabela przedstawia podział mandatów dla komitetów wyborczych na podstawie uzyskanych głosów, a następnie obliczonych ilorazów wyborczych na podstawie metody D’Hondta.
| Podział mandatów dla komitetów wyborczych na podstawie metody D’Hondta | Podział mandatów dla komitetów wyborczych na podstawie metody D’Hondta | Podział mandatów dla komitetów wyborczych na podstawie metody D’Hondta | Podział mandatów dla komitetów wyborczych na podstawie metody D’Hondta | Podział mandatów dla komitetów wyborczych na podstawie metody D’Hondta | Podział mandatów dla komitetów wyborczych na podstawie metody D’Hondta | Podział mandatów dla komitetów wyborczych na podstawie metody D’Hondta | Podział mandatów dla komitetów wyborczych na podstawie metody D’Hondta | Podział mandatów dla komitetów wyborczych na podstawie metody D’Hondta | Podział mandatów dla komitetów wyborczych na podstawie metody D’Hondta | Podział mandatów dla komitetów wyborczych na podstawie metody D’Hondta | Podział mandatów dla komitetów wyborczych na podstawie metody D’Hondta | Podział mandatów dla komitetów wyborczych na podstawie metody D’Hondta |
| Komitet wyborczy                                                       | Komitet wyborczy                                                       | Liczba głosów                                                          | Iloraz wyborczy                                                        | Iloraz wyborczy                                                        | Iloraz wyborczy                                                        | Iloraz wyborczy                                                        | Iloraz wyborczy                                                        | Iloraz wyborczy                                                        | Iloraz wyborczy                                                        | Iloraz wyborczy                                                        | Mandaty                                                                | TP                                                                     |
| Komitet wyborczy                                                       | Komitet wyborczy                                                       | Liczba głosów                                                          | /1                                                                     | /2                                                                     | /3                                                                     | /4                                                                     | /5                                                                     | /6                                                                     | ...                                                                    | /8                                                                     | Mandaty                                                                | TP                                                                     |
| ---------------------------------------------------------------------- | ---------------------------------------------------------------------- | ---------------------------------------------------------------------- | ---------------------------------------------------------------------- | ---------------------------------------------------------------------- | ---------------------------------------------------------------------- | ---------------------------------------------------------------------- | ---------------------------------------------------------------------- | ---------------------------------------------------------------------- | ---------------------------------------------------------------------- | ---------------------------------------------------------------------- | ---------------------------------------------------------------------- | ---------------------------------------------------------------------- |
|                                                                        | Platforma Obywatelska RP                                               | 131 471                                                                | 131 471                                                                | 65 736                                                                 | 43 824                                                                 | 32 868                                                                 | 26 294                                                                 | 21 912                                                                 | ...                                                                    | 14 608                                                                 | 5                                                                      | 3,94                                                                   |
|                                                                        | Prawo i Sprawiedliwość                                                 | 98 152                                                                 | 98 152                                                                 | 49 076                                                                 | 32 717                                                                 | 24 538                                                                 | 19 630                                                                 | 16 359                                                                 | ...                                                                    | 10 906                                                                 | 3                                                                      | 2,94                                                                   |
|                                                                        | Ruch Palikota                                                          | 29 338                                                                 | 29 338                                                                 | 14 669                                                                 | 9779                                                                   | 7335                                                                   | 5868                                                                   | 4890                                                                   | ...                                                                    | 3260                                                                   | 1                                                                      | 0,88                                                                   |
|                                                                        | Polskie Stronnictwo Ludowe                                             | 21 143                                                                 | 21 143                                                                 | 10 572                                                                 | 7048                                                                   | 5286                                                                   | 4229                                                                   | 3524                                                                   | ...                                                                    | 2349                                                                   | 0                                                                      | 0,63                                                                   |
|                                                                        | Sojusz Lewicy Demokratycznej                                           | 19 881                                                                 | 19 881                                                                 | 9941                                                                   | 6627                                                                   | 4970                                                                   | 3976                                                                   | 3314                                                                   | ...                                                                    | 2209                                                                   | 0                                                                      | 0,60                                                                   |
| Ogółem                                                                 | Ogółem                                                                 | 299 985                                                                | —                                                                      | —                                                                      | —                                                                      | —                                                                      | —                                                                      | —                                                                      | —                                                                      | —                                                                      | 9                                                                      | 9                                                                      |

### Wybory parlamentarne 2015
| Komitet wyborczy                                      | Komitet wyborczy                             | Głosów  | %     | Mandaty | Wybrani posłowie                                                                  |
| ----------------------------------------------------- | -------------------------------------------- | ------- | ----- | ------- | --------------------------------------------------------------------------------- |
|                                                       | Prawo i Sprawiedliwość                       | 136 330 | 40,42 | 5       | Stanisław Szwed, Stanisław Pięta, Grzegorz Puda, Jacek Falfus, Kazimierz Matuszny |
|                                                       | Platforma Obywatelska RP                     | 79 506  | 23,57 | 2       | Mirosława Nykiel, Małgorzata Pępek                                                |
|                                                       | KWW Kukiz’15                                 | 31 570  | 9,36  | 1       | Jerzy Jachnik                                                                     |
|                                                       | Nowoczesna Ryszarda Petru                    | 27 882  | 8,27  | 1       | Mirosław Suchoń                                                                   |
|                                                       | KKW Zjednoczona Lewica SLD+TR+PPS+UP+Zieloni | 22 122  | 6,56  | –       |                                                                                   |
|                                                       | KORWiN                                       | 15 788  | 4,68  | –       |                                                                                   |
|                                                       | Partia Razem                                 | 12 557  | 3,72  | –       |                                                                                   |
|                                                       | Polskie Stronnictwo Ludowe                   | 11 533  | 3,42  | –       |                                                                                   |
| Frekwencja: 56,35% Źródło: Państwowa Komisja Wyborcza |                                              |         |       |         |                                                                                   |

Poniższa tabela przedstawia podział mandatów dla komitetów wyborczych na podstawie uzyskanych głosów, a następnie obliczonych ilorazów wyborczych na podstawie metody D’Hondta.
| Podział mandatów dla komitetów wyborczych na podstawie metody D’Hondta | Podział mandatów dla komitetów wyborczych na podstawie metody D’Hondta | Podział mandatów dla komitetów wyborczych na podstawie metody D’Hondta | Podział mandatów dla komitetów wyborczych na podstawie metody D’Hondta | Podział mandatów dla komitetów wyborczych na podstawie metody D’Hondta | Podział mandatów dla komitetów wyborczych na podstawie metody D’Hondta | Podział mandatów dla komitetów wyborczych na podstawie metody D’Hondta | Podział mandatów dla komitetów wyborczych na podstawie metody D’Hondta | Podział mandatów dla komitetów wyborczych na podstawie metody D’Hondta | Podział mandatów dla komitetów wyborczych na podstawie metody D’Hondta | Podział mandatów dla komitetów wyborczych na podstawie metody D’Hondta | Podział mandatów dla komitetów wyborczych na podstawie metody D’Hondta | Podział mandatów dla komitetów wyborczych na podstawie metody D’Hondta |
| Komitet wyborczy                                                       | Komitet wyborczy                                                       | Liczba głosów                                                          | Iloraz wyborczy                                                        | Iloraz wyborczy                                                        | Iloraz wyborczy                                                        | Iloraz wyborczy                                                        | Iloraz wyborczy                                                        | Iloraz wyborczy                                                        | Iloraz wyborczy                                                        | Iloraz wyborczy                                                        | Mandaty                                                                | TP                                                                     |
| Komitet wyborczy                                                       | Komitet wyborczy                                                       | Liczba głosów                                                          | /1                                                                     | /2                                                                     | /3                                                                     | /4                                                                     | /5                                                                     | /6                                                                     | ...                                                                    | /9                                                                     | Mandaty                                                                | TP                                                                     |
| ---------------------------------------------------------------------- | ---------------------------------------------------------------------- | ---------------------------------------------------------------------- | ---------------------------------------------------------------------- | ---------------------------------------------------------------------- | ---------------------------------------------------------------------- | ---------------------------------------------------------------------- | ---------------------------------------------------------------------- | ---------------------------------------------------------------------- | ---------------------------------------------------------------------- | ---------------------------------------------------------------------- | ---------------------------------------------------------------------- | ---------------------------------------------------------------------- |
|                                                                        | Prawo i Sprawiedliwość                                                 | 136 330                                                                | 136 330                                                                | 68 165                                                                 | 45 443                                                                 | 34 083                                                                 | 27 266                                                                 | 22 722                                                                 | ...                                                                    | 15 148                                                                 | 5                                                                      | 4,28                                                                   |
|                                                                        | Platforma Obywatelska RP                                               | 79 506                                                                 | 79 506                                                                 | 39 753                                                                 | 26 502                                                                 | 19 877                                                                 | 15 901                                                                 | 13 251                                                                 | ...                                                                    | 8834                                                                   | 2                                                                      | 2,49                                                                   |
|                                                                        | KWW Kukiz’15                                                           | 31 570                                                                 | 31 570                                                                 | 15 785                                                                 | 10 523                                                                 | 7893                                                                   | 6314                                                                   | 5262                                                                   | ...                                                                    | 3508                                                                   | 1                                                                      | 0,99                                                                   |
|                                                                        | Nowoczesna Ryszarda Petru                                              | 27 882                                                                 | 27 882                                                                 | 13 941                                                                 | 9294                                                                   | 6971                                                                   | 5576                                                                   | 4647                                                                   | ...                                                                    | 3098                                                                   | 1                                                                      | 0,87                                                                   |
|                                                                        | Polskie Stronnictwo Ludowe                                             | 11 533                                                                 | 11 533                                                                 | 5767                                                                   | 3844                                                                   | 2883                                                                   | 2307                                                                   | 1922                                                                   | ...                                                                    | 1281                                                                   | 0                                                                      | 0,36                                                                   |
| Ogółem                                                                 | Ogółem                                                                 | 286 821                                                                | —                                                                      | —                                                                      | —                                                                      | —                                                                      | —                                                                      | —                                                                      | —                                                                      | —                                                                      | 9                                                                      | 9                                                                      |

### Wybory parlamentarne 2019
| Komitet wyborczy                                      | Komitet wyborczy                           | Głosów  | %     | Mandaty | Wybrani posłowie                                                                     |
| ----------------------------------------------------- | ------------------------------------------ | ------- | ----- | ------- | ------------------------------------------------------------------------------------ |
|                                                       | Prawo i Sprawiedliwość                     | 182 027 | 46,76 | 5       | Stanisław Szwed, Grzegorz Puda, Przemysław Drabek, Kazimierz Matuszny, Grzegorz Gaża |
|                                                       | KKW Koalicja Obywatelska PO .N iPL Zieloni | 105 876 | 27,20 | 3       | Mirosława Nykiel, Małgorzata Pępek, Mirosław Suchoń                                  |
|                                                       | Sojusz Lewicy Demokratycznej               | 44 701  | 11,48 | 1       | Przemysław Koperski                                                                  |
|                                                       | Konfederacja Wolność i Niepodległość       | 28 900  | 7,42  | –       |                                                                                      |
|                                                       | Polskie Stronnictwo Ludowe                 | 27 752  | 7,13  | –       |                                                                                      |
| Frekwencja: 64,91% Źródło: Państwowa Komisja Wyborcza |                                            |         |       |         |                                                                                      |

Poniższa tabela przedstawia podział mandatów dla komitetów wyborczych na podstawie uzyskanych głosów, a następnie obliczonych ilorazów wyborczych na podstawie metody D’Hondta.
| Podział mandatów dla komitetów wyborczych na podstawie metody D’Hondta | Podział mandatów dla komitetów wyborczych na podstawie metody D’Hondta | Podział mandatów dla komitetów wyborczych na podstawie metody D’Hondta | Podział mandatów dla komitetów wyborczych na podstawie metody D’Hondta | Podział mandatów dla komitetów wyborczych na podstawie metody D’Hondta | Podział mandatów dla komitetów wyborczych na podstawie metody D’Hondta | Podział mandatów dla komitetów wyborczych na podstawie metody D’Hondta | Podział mandatów dla komitetów wyborczych na podstawie metody D’Hondta | Podział mandatów dla komitetów wyborczych na podstawie metody D’Hondta | Podział mandatów dla komitetów wyborczych na podstawie metody D’Hondta | Podział mandatów dla komitetów wyborczych na podstawie metody D’Hondta | Podział mandatów dla komitetów wyborczych na podstawie metody D’Hondta | Podział mandatów dla komitetów wyborczych na podstawie metody D’Hondta |
| Komitet wyborczy                                                       | Komitet wyborczy                                                       | Liczba głosów                                                          | Iloraz wyborczy                                                        | Iloraz wyborczy                                                        | Iloraz wyborczy                                                        | Iloraz wyborczy                                                        | Iloraz wyborczy                                                        | Iloraz wyborczy                                                        | Iloraz wyborczy                                                        | Iloraz wyborczy                                                        | Mandaty                                                                | TP                                                                     |
| Komitet wyborczy                                                       | Komitet wyborczy                                                       | Liczba głosów                                                          | /1                                                                     | /2                                                                     | /3                                                                     | /4                                                                     | /5                                                                     | /6                                                                     | ...                                                                    | /9                                                                     | Mandaty                                                                | TP                                                                     |
| ---------------------------------------------------------------------- | ---------------------------------------------------------------------- | ---------------------------------------------------------------------- | ---------------------------------------------------------------------- | ---------------------------------------------------------------------- | ---------------------------------------------------------------------- | ---------------------------------------------------------------------- | ---------------------------------------------------------------------- | ---------------------------------------------------------------------- | ---------------------------------------------------------------------- | ---------------------------------------------------------------------- | ---------------------------------------------------------------------- | ---------------------------------------------------------------------- |
|                                                                        | Prawo i Sprawiedliwość                                                 | 182 027                                                                | 182 027                                                                | 91 014                                                                 | 60 676                                                                 | 45 507                                                                 | 36 405                                                                 | 30 338                                                                 | ...                                                                    | 20 225                                                                 | 5                                                                      | 4,21                                                                   |
|                                                                        | KKW Koalicja Obywatelska PO .N iPL Zieloni                             | 105 876                                                                | 105 876                                                                | 52 938                                                                 | 35 292                                                                 | 26 469                                                                 | 21 175                                                                 | 17 646                                                                 | ...                                                                    | 11 764                                                                 | 3                                                                      | 2,45                                                                   |
|                                                                        | Sojusz Lewicy Demokratycznej                                           | 44 701                                                                 | 44 701                                                                 | 22 351                                                                 | 14 900                                                                 | 11 175                                                                 | 8940                                                                   | 7450                                                                   | ...                                                                    | 4967                                                                   | 1                                                                      | 1,03                                                                   |
|                                                                        | Konfederacja Wolność i Niepodległość                                   | 28 900                                                                 | 28 900                                                                 | 14 450                                                                 | 9633                                                                   | 7225                                                                   | 5780                                                                   | 4817                                                                   | ...                                                                    | 3211                                                                   | 0                                                                      | 0,67                                                                   |
|                                                                        | Polskie Stronnictwo Ludowe                                             | 27 752                                                                 | 27 752                                                                 | 13 876                                                                 | 9251                                                                   | 6938                                                                   | 5550                                                                   | 4625                                                                   | ...                                                                    | 3084                                                                   | 0                                                                      | 0,64                                                                   |
| Ogółem                                                                 | Ogółem                                                                 | 389 256                                                                | —                                                                      | —                                                                      | —                                                                      | —                                                                      | —                                                                      | —                                                                      | —                                                                      | —                                                                      | 9                                                                      | 9                                                                      |

### Wybory parlamentarne 2023
| Komitet wyborczy                                      | Komitet wyborczy                                                           | Głosów  | %     | Mandaty | Wybrani posłowie                                                            |
| ----------------------------------------------------- | -------------------------------------------------------------------------- | ------- | ----- | ------- | --------------------------------------------------------------------------- |
|                                                       | Prawo i Sprawiedliwość                                                     | 163 506 | 36,71 | 4       | Stanisław Szwed, Grzegorz Puda, Przemysław Drabek, Grzegorz Gaża            |
|                                                       | KKW Koalicja Obywatelska PO .N iPL Zieloni                                 | 127 677 | 28,67 | 3       | Mirosława Nykiel, Małgorzata Pępek, Apoloniusz Tajner, Maciej Tomczykiewicz |
|                                                       | KKW Trzecia Droga Polska 2050 Szymona Hołowni – Polskie Stronnictwo Ludowe | 64 778  | 14,55 | 1       | Mirosław Suchoń                                                             |
|                                                       | Konfederacja Wolność i Niepodległość                                       | 34 909  | 7,84  | 1       | Bronisław Foltyn                                                            |
|                                                       | Nowa Lewica                                                                | 34 601  | 7,77  | –       |                                                                             |
|                                                       | Polska Jest Jedna                                                          | 10 950  | 2,46  | –       |                                                                             |
|                                                       | KWW Koalicja Bezpartyjni i Samorządowcy                                    | 7 683   | 1,73  | –       |                                                                             |
|                                                       | Normalny Kraj                                                              | 1 242   | 0,28  | –       |                                                                             |
| Frekwencja: 76,82% Źródło: Państwowa Komisja Wyborcza |                                                                            |         |       |         |                                                                             |

Poniższa tabela przedstawia podział mandatów dla komitetów wyborczych na podstawie uzyskanych głosów, a następnie obliczonych ilorazów wyborczych na podstawie metody D’Hondta.
| Podział mandatów dla komitetów wyborczych na podstawie metody D’Hondta | Podział mandatów dla komitetów wyborczych na podstawie metody D’Hondta     | Podział mandatów dla komitetów wyborczych na podstawie metody D’Hondta | Podział mandatów dla komitetów wyborczych na podstawie metody D’Hondta | Podział mandatów dla komitetów wyborczych na podstawie metody D’Hondta | Podział mandatów dla komitetów wyborczych na podstawie metody D’Hondta | Podział mandatów dla komitetów wyborczych na podstawie metody D’Hondta | Podział mandatów dla komitetów wyborczych na podstawie metody D’Hondta | Podział mandatów dla komitetów wyborczych na podstawie metody D’Hondta | Podział mandatów dla komitetów wyborczych na podstawie metody D’Hondta | Podział mandatów dla komitetów wyborczych na podstawie metody D’Hondta | Podział mandatów dla komitetów wyborczych na podstawie metody D’Hondta |
| Komitet wyborczy                                                       | Komitet wyborczy                                                           | Liczba głosów                                                          | Iloraz wyborczy                                                        | Iloraz wyborczy                                                        | Iloraz wyborczy                                                        | Iloraz wyborczy                                                        | Iloraz wyborczy                                                        | Iloraz wyborczy                                                        | Iloraz wyborczy                                                        | Mandaty                                                                | TP                                                                     |
| Komitet wyborczy                                                       | Komitet wyborczy                                                           | Liczba głosów                                                          | /1                                                                     | /2                                                                     | /3                                                                     | /4                                                                     | /5                                                                     | ...                                                                    | /9                                                                     | Mandaty                                                                | TP                                                                     |
| ---------------------------------------------------------------------- | -------------------------------------------------------------------------- | ---------------------------------------------------------------------- | ---------------------------------------------------------------------- | ---------------------------------------------------------------------- | ---------------------------------------------------------------------- | ---------------------------------------------------------------------- | ---------------------------------------------------------------------- | ---------------------------------------------------------------------- | ---------------------------------------------------------------------- | ---------------------------------------------------------------------- | ---------------------------------------------------------------------- |
|                                                                        | Prawo i Sprawiedliwość                                                     | 163 506                                                                | 163 506                                                                | 81 753                                                                 | 54 502                                                                 | 40 877                                                                 | 32 701                                                                 | ...                                                                    | 18 167                                                                 | 4                                                                      | 3,46                                                                   |
|                                                                        | KKW Koalicja Obywatelska PO .N iPL Zieloni                                 | 127 677                                                                | 127 677                                                                | 63 839                                                                 | 42 559                                                                 | 31 919                                                                 | 25 535                                                                 | ...                                                                    | 14 186                                                                 | 3                                                                      | 2,70                                                                   |
|                                                                        | KKW Trzecia Droga Polska 2050 Szymona Hołowni – Polskie Stronnictwo Ludowe | 64 778                                                                 | 64 778                                                                 | 32 389                                                                 | 21 593                                                                 | 16 195                                                                 | 12 956                                                                 | ...                                                                    | 7198                                                                   | 1                                                                      | 1,37                                                                   |
|                                                                        | Konfederacja Wolność i Niepodległość                                       | 34 909                                                                 | 34 909                                                                 | 17 455                                                                 | 11 636                                                                 | 8727                                                                   | 6982                                                                   | ...                                                                    | 3879                                                                   | 1                                                                      | 0,74                                                                   |
|                                                                        | Nowa Lewica                                                                | 34 601                                                                 | 34 601                                                                 | 17 301                                                                 | 11 534                                                                 | 8650                                                                   | 6920                                                                   | ...                                                                    | 3845                                                                   | 0                                                                      | 0,73                                                                   |
| Ogółem                                                                 | Ogółem                                                                     | 425 471                                                                | —                                                                      | —                                                                      | —                                                                      | —                                                                      | —                                                                      | —                                                                      | —                                                                      | 9                                                                      | 9                                                                      |

## Kartogramy
| - Zwycięskie komitety w wyborach 2011 w poszczególnych gminach: Platforma Obywatelska Prawo i Sprawiedliwość | - Zwycięskie komitety w wyborach 2015 w poszczególnych gminach: Prawo i Sprawiedliwość Platforma Obywatelska |